# Heliogabalus római császár
Imperator Caesar Marcus Aurelius Antoninus Augustus, általánosan elterjedt utókori ragadványnevén Heliogabalus (vagy Elagabalus) császár, született Varius Avitus Bassianus (Róma, 203 vagy 204 – Róma, 222. március 11.) római császár 218 és 222 között. Apja a szíriai származású Sextus Varius Marcellus, akit lovagrendi kiemelkedő tevékenységéért szenátorrá választottak. Anyja Julia Soaemias Bassianus, aki rokonságban állt Caracalla öngyilkosságot elkövető anyjával, Julia Domnával. Heliogabalust nagyanyja Julia Maesa, az öngyilkos császárné nővére, Julius Aventus consul özvegye, államcsíny útján juttatta trónra. Kortársai a Historia Augusta szerint gyakran Antonius Heliogabalus néven nevezték, ezzel is utalva napkultuszára.

## Ifjúsága
217-ben az ifjú Varius Avitus felvette az örökletes papi tisztséget El-Gabal („a hegy ura”) napisten (aki a szemita főisten, Él megjelenési formája volt) szolgálatában a szíriai Emesza város templomában. A görögök az Elagabal nevet Heliogabalosszá alakították, Héliosz napistenre gondolva. Ezután ragadt Avitusra a Heliogabalus név. Az ifjú papot vonzó megjelenése különösen alkalmassá tette a napkultusz díszes szertartásainak lebonyolítására.

## Trónra kerülése
Macrinus császár Julia Maesát kötelezte arra, hogy elhagyja Rómát, és visszavonuljon szülőföldjére, a szíriai Emesza városába. Ez jó terep volt az összeesküvésre, mert a gazdag özvegy elhatározta, hogy megbuktatja a császárt. Julia Maesa vagyonából nagy összeget fordított (egyes források szerint 3 000 000 sestertiust) a Raphaneae város közelében lévő római helyőrség légionáriusainak megvesztegetésére. Kihasználva Macrinus császár sikertelen mezopotámiai hadjáratából adódó ingatag helyzetet, a ifjú papot Publius Valerius Comezon a légió parancsnoka az éj leple alatt a légió táborába csempészte, és 218. május 16-án napkeltekor, (ami a napisten papjának kedvező előjel volt) Marcus Aurelius Antoninus néven császárrá kiáltották ki. Ez volt Caracalla eredeti teljes neve is, és az ifjú császárt az ő természetes fiaként igyekeztek feltüntetni.

## A győzelem kivívása
Már az első napokban sokan csatlakoztak az újonnan trónra emelt császárhoz az egyre népszerűtlenebbé váló Macrinus csapataiból. Julia Maesa utasítására a kíséretében lévő Gannys nevű eunuch megszervezte a Macrinus ellen induló hadsereget, és június 8-án Antiochia közelében döntő győzelmet arattak, megerősítve ezzel Heliogabalus hatalmát, aki ettől az időponttól számította uralkodásának kezdetét. Az álruhában menekülő Macrinust elfogták és kivégezték. Heliogabalus tanácsadóinak véleményét elfogadva, nem várta meg a szenátus megerősítését, és felvette a császári címet. A szenátus megnyerésére békülékeny intézkedéseket hozott, ezért a szenátorok beletörődtek császári cím felvételébe, és elfogadták, hogy Caracalla fiává nyilvánítsa magát, továbbá istenné avatták. Pénzt bocsátottak ki az új isten tiszteletére (DIVO ANTONINO MAGNO) felirattal, s istenné avatták Julia Domnát is. Az új császár és két Augustája (Julia Maesa és Julia Soaemias) a szenátus hozzájárulásával magához ragadta az állam feletti ellenőrzést.

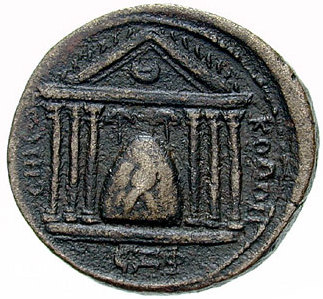
Baetylus (sacred stone)

## Uralkodása
Trónra emelése után Bithünia provinciába utazott, és a telet Nikomédia városában töltötte kíséretével. A helyi lakosok között a császár keleties vallási szertartásai félelmet keltettek, tüntetések és zavargások következtek be, melyekben megölték hadvezérét, az eunuch Gammyst. A császári család Róma felé utazott; 218 őszén érték el a várost.
A városba érkezés után a szíriai kíséret sok tagja számos szenátor szerint elfogadhatatlanul magas pozícióba került. A korábbi légióparancsnok Comazon és Julia Maesa közösen irányította az igazgatást, és ezzel gyakorlatilag a teljes birodalmat, ami nehézségekkel járt, mert az ifjú császár egyre jobban igyekezett függetlenné válni. Tanácsadóit aggasztotta, hogy személyes, vallási és állami ügyekben, valamint szexuális hajlamának kielégítésében is egyre nagyobb önállóságra törekedett. A rómaiak számára nem volt szokatlan a homoszexualitás, de Heliogabalus nyílt viselkedése, hivalkodó magatartása és túlzásai visszatetszést keltettek. A máskülönben nem túl hiteles történeti forrásnak tartott Historia Augusta történészek által is elfogadott részei bőséges leírásokban ecsetelik a kicsapongásokat.

## Házasságai, szexualitása és neme
Az erős és túlzó szeszélyek arra ösztönözték Julia Maesát és tanácsadóit, hogy az ifjú császárt megházasítsák. Sorban mutatták be törvényes menyasszonynak a legelőkelőbb római arisztokrata családok leányait. Egyes kortársak szerint Heliogabalus rövid időn belül egymásután ötször kötött házasságot és vált el. Feleségei közül hárman pénzérmeken is szerepeltek, és mindegyik megkapta az Augusta címet az azzal járó kitüntetésekkel és kiváltságokkal. A rómaiak megbotránkoztak azon, hogy második felesége, Aquilia Severa az érinthetetlen Vesta-szüzek közül lett kiemelve. A császárnék személyének gyakori változása sem tudta feledtetni, hogy az ifjú császár érdeklődése teljesen a férfiak felé fordult.
Cassius Dio írásai a császárra nőként hivatkoztak, azt írva, hogy „ezen nő férje Ieroklisz.” Az Augustan History forrás szerint Heliogabalus összeházasodott egy Zótikosz nevű férfival is, akit Dio is megemlít. A császár egyszer kijelentette, hogy „Ne nevezzenek úrnak, hiszen hölgy vagyok.”
Dio elmondása szerint a császár szerette ha Ieroklisz feleségének, királynőjének szólították. Gyakran viselt sminket és parókákat, preferálta ha hölgyként hivatkoztak rá, nem úrként és hajlandó lett volna nagy összegeket fizetni orvosoknak, ha megműtötték volna, hogy vaginája lehessen. Egyes források szerint a császár női identitással rendelkezett vagy transznemű volt.

## Vallási szerepe

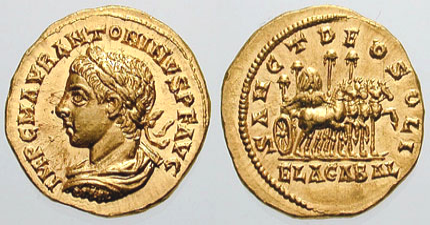
A napistennek szentelt pénz

Septimius Severus uralkodása óta a napkultusz széles körben elfogadottá vált, és növekvő szerepet kapott, de Elagabalus vallási ténykedése aggodalmat váltott ki. Sietségében – a hagyományokat figyelmen kívül hagyva – egy, a rómaiak számára különös keleti alapokra épülő napkultuszt akart a római teológiába foglalni. Róma vallási középpontjába a Napkirályt állította, és rangban Jupiter fölé helyezte. A Vesta-szűz Severával kötött házasságával a két vallás szövetségét akarta kifejezni, és ugyanezért Minerva római istennőt El-Gabal istenhez „adta feleségül”. Az emaszai napisten fallikus (meteoritból származó) szimbóluma számára hatalmas templomot emeltetett a római Palatiumon, melynek maradványai ma is megtalálhatók. A napkultusz erőltetése nyomán vált általánosan használttá korábban felvett neve, az Heliogabalus, mert keleti szokás szerint a papot azonosította az istenséggel. Pappá szentelésének megerősítéséül saját magát metélte körül, és arra kényszerítette barátait is, hogy vessék alá magukat a szertartásnak. Sok új szertartási elemet vezetett be a napisten imádatára, nagyrészt a szíriai szokásokat átvéve (és szíriai személyzetet alkalmazva a szertartásoknál), de azoknál nagyobb pompát alakított ki és alkalmazott.

## Heliogabalus uralmának vége

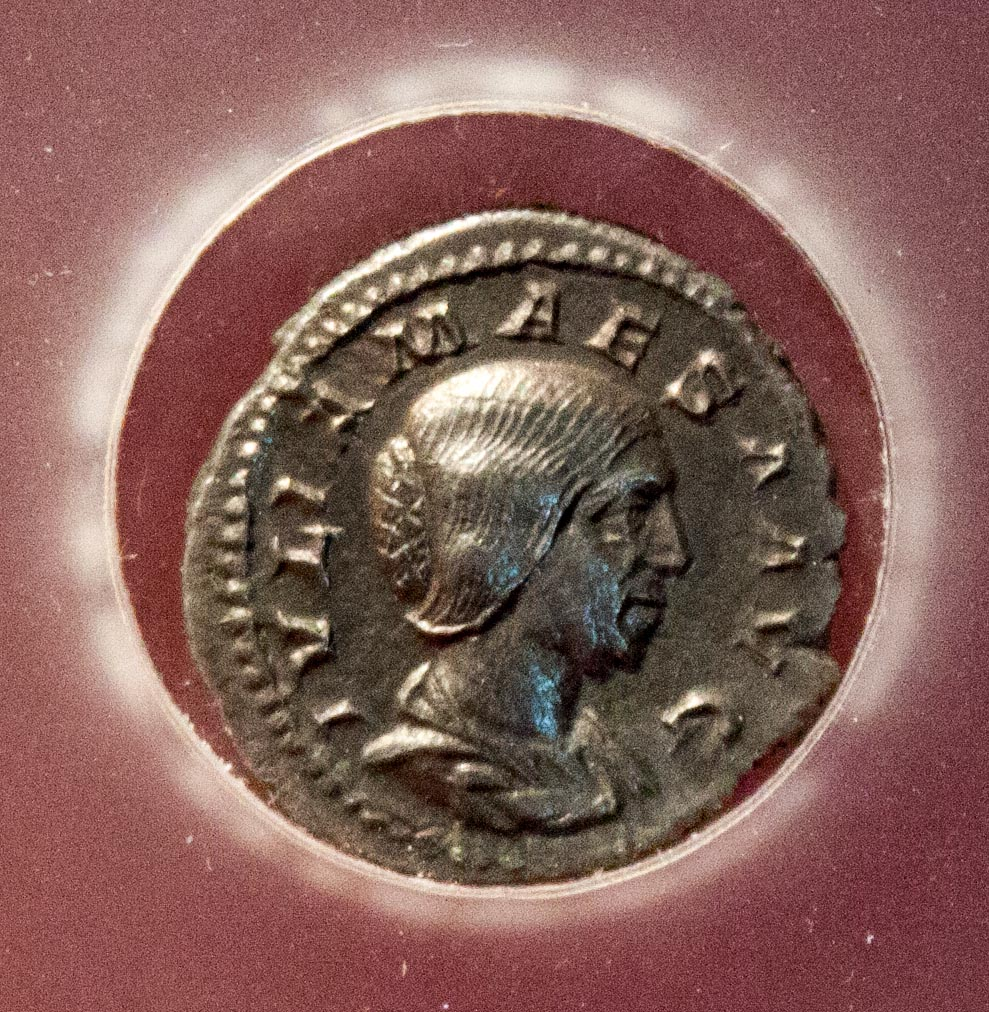
Julia Maesa római pénzérmén az Aquincumi Múzeumban

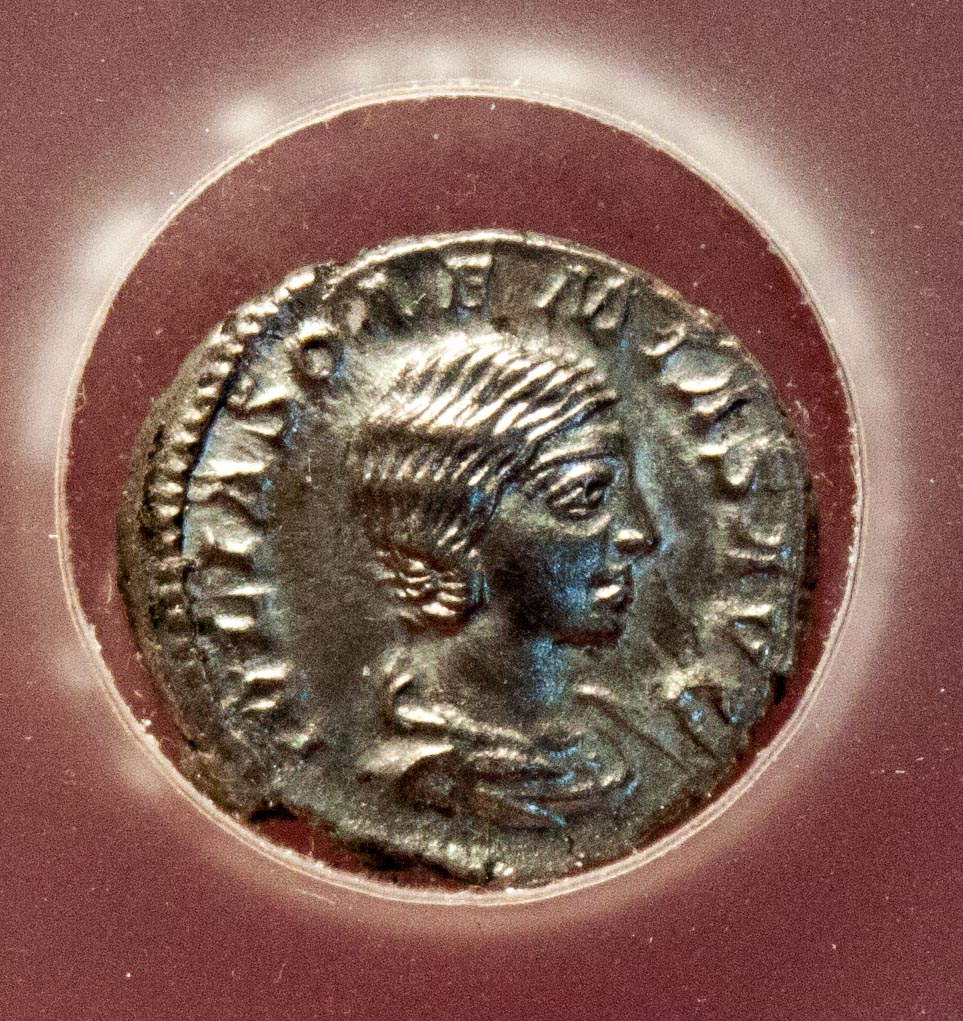
Julia Soaemias, Heliogabalus anyja

Julia Maesa egyre nagyobb aggodalommal figyelte kicsapongásait és vallási tevékenységének túlzásait. Elhatározta, hogy megszabadul a császártól és annak anyjától is, aki erőteljesen bátorította a császár napimádatát, és mert mindketten veszélyeztették hatalmának gyakorlását. Maesa második lányára támaszkodott, akinek volt egy 13 éves fia, Alexianus. Julia Maesa és lánya, Avita Mamaea (a fiú anyja) rávette a császárt Alexianus kinevezésére Caesar rangra, azzal az indokkal, hogy így Heliogabalus többet és alaposabban tud foglalkozni a vallással. A császár beleegyezett és Alexianust Caesarrá választották Alexander néven. Heliogabalus rövid időn belül megváltoztatta álláspontját és megkísérelte eltávolítani őt. Maesa és leánya mozgósította a testőri gárdát, és cselekvésre bírták azt. 222. március 11-én a praetorianus gárda táborában megölték a császárt és anyját, akik egy latrinában próbáltak elrejtőzni, eredménytelenül. Ezután holttestüket végigvonszolták az utcákon, majd behajították egy szennycsatornába. Heliogabalus végső nyughelye a Tiberis feneke lett, ahová jókora kővel a nyakában dobták be. Heliogabalus hívei közül többet megöltek, és a napisten szimbólumát visszaszállították a szíriai Emaszába.